# Centúria Malatesta
La Centúria Malatesta o Batalló de la Mort va ser un batalló anarquista format per italians exiliats a França, que va causar gran impressió en la seva desfilada per Barcelona, el març de 1937, a causa dels seus uniformes negres l'aparença dels quals recordava als utilitzats pels feixistes italians. Rebia el seu nom per l'anarquista italià Errico Malatesta.

## Història
El seu origen estava en un batalló organitzat per l'anarquista italià Nicola Menna, al qual es van unir llibertaris italians vinguts a Barcelona amb motiu de l'Olimpíada Popular de 1936.
Van participar en l'intent de presa d'Osca el setembre de 1936, patint una forta derrota i immediatament després van ser retornats en camions a la base de Santa Perpètua de Mogoda. Allí va ser nomenat comandant Cándido Testa —àlies Mario Weber—, que recentment havia arribat de l'Argentina, qui, amb l'ajuda d'Abad de Santillán, va reorganitzar el batalló seguint el model dels Arditi italians de la Primera Guerra Mundial.
El març de 1937 el Batalló de la Mort va desfilar pels carrers de Barcelona i es van integrar en la Columna Ascaso, retornant al capdavant d'Aragó on van tornar a ser derrotats. Testa va tornar malalt a Barcelona i va ser substituït com a comandant del Batalló de la Mort per Fausto Nitti. En l'assalt a l'ermita de Santa Quiteria van ser definitivament derrotats.

## Uniforme
La Centúria Malatesta era coneguda per la seva bandera negra amb una calavera i ossos creuats, així com un uniforme basat en jerseis negres de coll alt, uniformes verd-oliva amb corretjam, boina negra i insígnia amb una calavera i un punyal al cinturó.